# AGCS
Die AGCS Gas Clearing and Settlement AG mit Sitz in Wien ist eine von zwei Bilanzgruppenkoordinatoren im österreichischen Erdgasmarkt.

## Hintergrund
Bilanzgruppenkoordinatoren, auch Clearing- oder Verrechnungsstelle genannt, sind Unternehmen, deren Aufgabe die Ermittlung und Verrechnung von Ausgleichsenergie sowie die Organisation eines wettbewerbsorientierten Ausgleichsenergiemarktes ist. Sie fungieren als Zentraler Kontrahent zwischen den Marktteilnehmern. In dieser Funktion werden die von den Marktteilnehmern konsumierten Ausgleichsenergiemengen mit dem Bilanzgruppenkoordinator abgerechnet.
Die AGCS wurde 2001 gegründet und nahm ihre Tätigkeit mit Start der Vollliberalisierung des österreichischen Gasmarktes, auf Basis einer Konzession des Bundesministerium für Wirtschaft und Arbeit (Österreich), im Oktober 2002 auf.
Die AGCS rechnet Ausgleichsenergie für das östliche Verteilergebiet (Verbrauch 2012: 85,2 TWh) ab, wobei das Ausgleichsenergievolumen im Jahr 2012 bei ca. 6,5 TWh lag. Da beim Bilanzgruppenkoordinator die kommerziellen Daten der Marktteilnehmer zusammenfließen, sind Unabhängigkeit und Neutralität von Beginn an eine Grundvoraussetzung. Um Unabhängigkeit und Neutralität zu gewährleisten, wurde die Rechtsform der Aktiengesellschaft gewählt, wobei auch festgelegt wurde, dass das Beteiligungsverhältnis der Erdgasunternehmen unter 50 % betragen sollte. Darüber hinaus wurde aus dem Bereich Erdgas nur Netzbetreibern eine Beteiligung angeboten. [[ Ferngas<Netzbetreiber]] und Fernleitungsnetzbetreiber halten in Summe 40 % der Anteile an der AGCS.

### Aktionärsstruktur
| Unternehmen                                                                    | Anteil  |
| ------------------------------------------------------------------------------ | ------- |
| GAS CONNECT AUSTRIA GmbH                                                       | 23,13 % |
| „smart technologies“ Management-Beratungs- und Beteiligungsgesellschaft m.b.H. | 20,00 % |
| Oesterreichische Kontrollbank Aktiengesellschaft                               | 20,00 % |
| MS Dr. Markus Singer Beteiligungsgesellschaft mbH                              | 20,00 % |
| Energie AG Oberösterreich                                                      | 5,63 %  |
| WIENER NETZE GmbH                                                              | 5,49 %  |
| Energienetze Steiermark GmbH                                                   | 2,81 %  |
| LINZ STROM GAS Wärme GmbH für Energiedienstleistungen und Telekommunikation    | 2,52 %  |
| Salzburg AG für Energie, Verkehr und Telekommunikation                         | 0,69 %  |
| KELAG-Kärntner Elektrizitäts-Aktiengesellschaft                                | 0,45 %  |
| Burgenland Energie AG                                                          | 0,44 %  |
| eww ag                                                                         | 0,17 %  |
| Energie Graz GmbH & Co KG                                                      | 0,16 %  |
| Energie Klagenfurt GmbH                                                        | 0,03 %  |

### Ausgleichsenergiemodell in Österreich
Im Zeitraum von 2002 bis 2012 hat die AGCS ein stündliches Regime der Ausgleichsenergieverrechnung abgewickelt. Für alle Bilanzgruppen wurden die stündlichen Abweichungen ermittelt und mit dem stündlichen Ausgleichsenergiepreis verrechnet. Seit Beginn 2013 kommt ein Mischsystem mit einer stündlichen und täglichen Ausgleichsenergieermittlung und Verrechnung zur Anwendung, wobei für die stündlich zu bilanzierenden Bilanzgruppen der Ausgleichsenergiepreis als Preisauf-/abschlag auf den Marktpreis ermittelt wird bzw. für die täglich zu bilanzierenden Bilanzgruppen Grenzpreise als Ausgleichsenergiepreise verrechnet werden.
Die AGCS betreibt in ihrer Rolle als Zentraler Kontrahent ein Risikomanagementsystem und eine webbasierte Clearingplattform für das technische und finanzielle Clearing. Die Plattform bietet den Marktteilnehmer Einblick in die sie betreffenden Datenzeitreihen.
Darüber hinaus betreibt der Bilanzgruppenkoordinator ab 2013 eine Web-Plattform, damit der Kundenwechsel in Österreich standardisiert und sicher abgewickelt wird, eine Transparenzplattform sowie das Biomethanregister in Österreich.
Die IT-Systeme werden von der smart technologies Management-Beratungs- und Beteiligungsgesellschaft m.b.H. bereitgestellt sowie betrieben, das Risikomanagement und finanzielle Clearing werden von der Oesterreichischen Kontrollbank AG durchgeführt.